# Isabelle Blanc
Isabelle Blanc (ur. 25 lipca 1975 w Nîmes) – francuska snowboardzistka, mistrzyni olimpijska i pięciokrotna medalistka mistrzostw świata.

## Kariera
W zawodach Pucharu Świata zadebiutowała 29 listopada 1996 roku w Tignes, gdzie zajęła trzecie miejsce w gigancie. Tym samym już w swoim debiucie nie tylko wywalczyła pierwsze pucharowe punkty, ale od razu stanęła na podium. W zawodach tych wyprzedziły ją tylko dwie rodaczki: Charlotte Bernard i Karine Ruby. Łącznie 39 razy stawała na podium zawodów PŚ, odnosząc przy tym 13 zwycięstw: 27 lutego 1998 roku w Oberstdorfie i 19 stycznia 2002 roku w Bardonecchii wygrywała giganta, 6 marca 1999 roku w Kreischbergu, 9 stycznia 2000 roku w Morzine, 16 stycznia 2000 roku w Berchtesgaden, 29 stycznia 2002 roku i 5 stycznia 2003 roku w Bad Gastein, 9 marca 2003 roku w Serre Chevalier była najlepsza slalomie równoległym (PSL), a 30 listopada 2000 roku w Sestriere, 11 stycznia 2002 roku w L’Alpe d’Huez, 20 stycznia 2002 roku w Bardonecchii oraz 29 października 2002 roku i 15 października 2005 roku w Sölden triumfowała w gigancie równoległym (PGS).
Najlepsze wyniki osiągnęła w sezonie 1999/2000, kiedy to zajęła drugie miejsce w klasyfikacji generalnej, a w klasyfikacjach PGS i PAR zdobywała Małe Kryształowe Kule. W sezonie 2001/2002 zwyciężyła w klasyfikacji PGS, a w klasyfikacjach PSL i PAR zajęła trzecie miejsce. Ponadto w sezonie 1997/1998 była trzecia w klasyfikacji giganta.
Pierwsze medale wywalczyła mistrzostwach świata w Berchtesgaden w 1999 roku. Najpierw zwyciężyła w gigancie równoległym, wyprzedzając Rosey Fletcher z USA i Åsę Windahl ze Szwecji. Następnie zajęła drugie miejsce w slalomie równoległym, rozdzielając Włoszkę Marion Posch i Niemkę Sandrę Farmand. Dwa medale zdobyła także podczas mistrzostw świata w Madonna di Campiglio w 2001 roku, zajmując drugie miejsce w gigancie i PSL. W obu tych konkurencjach lepsza okazała się tylko Karine Ruby. Ponadto na mistrzostwach świata w Kreischbergu w 2003 roku zwyciężyła w slalomie równoległym, pokonując Ruby i Szwedkę Sarę Fischer.
W 1998 roku wystartowała na igrzyskach olimpijskich w Nagano, gdzie zajęła 22. miejsce w gigancie. Na rozgrywanych cztery lata później igrzyskach w Salt Lake City nie rozgrywano giganta, Francuzka wystąpiła za to w gigancie równoległym, w którym zdobyła złoty medal. Wyprzedziła tam Karine Ruby i Włoszkę Lidię Trettel. Brała też udział w igrzyskach olimpijskich w Turynie w 2006 roku, gdzie w tej samej konkurencji rywalizację ukończyła na czternastej pozycji.
Karierę zakończyła w 2006 roku.

## Osiągnięcia

### Igrzyska olimpijskie
| Miejsce | Dzień     | Rok  | Miejscowość    | Konkurencja       | Zwyciężczyni  |
| ------- | --------- | ---- | -------------- | ----------------- | ------------- |
| 22.     | 9 lutego  | 1998 | Nagano         | Gigant            | Karine Ruby   |
| 1.      | 15 lutego | 2002 | Salt Lake City | Gigant równoległy | -             |
| 14.     | 23 lutego | 2006 | Turyn          | Gigant równoległy | Daniela Meuli |

### Mistrzostwa świata
| Miejsce | Dzień       | Rok  | Miejscowość          | Konkurencja       | Zwyciężczyni      |
| ------- | ----------- | ---- | -------------------- | ----------------- | ----------------- |
| 10.     | 21 stycznia | 1997 | San Candido          | Gigant            | Sondra van Ert    |
| 9.      | 12 stycznia | 1999 | Berchtesgaden        | Gigant            | Margherita Parini |
| 1.      | 14 stycznia | 1999 | Berchtesgaden        | Gigant równoległy | -                 |
| 2.      | 15 stycznia | 1999 | Berchtesgaden        | Slalom równoległy | Marion Posch      |
| 2.      | 23 stycznia | 2001 | Madonna di Campiglio | Gigant            | Karine Ruby       |
| 19.     | 24 stycznia | 2001 | Madonna di Campiglio | Gigant równoległy | Ursula Bruhin     |
| 2.      | 26 stycznia | 2001 | Madonna di Campiglio | Slalom równoległy | Karine Ruby       |
| 18.     | 13 stycznia | 2003 | Kreischberg          | Gigant równoległy | Ursula Bruhin     |
| 1.      | 15 stycznia | 2003 | Kreischberg          | Slalom równoległy | -                 |
| 8.      | 18 stycznia | 2005 | Whistler             | Gigant równoległy | Manuela Riegler   |
| 24.     | 19 stycznia | 2005 | Whistler             | Slalom równoległy | Daniela Meuli     |

### Puchar Świata

#### Miejsca w klasyfikacji generalnej
- sezon 1996/1997: 64.
- sezon 1997/1998: 19.
- sezon 1998/1999: 8.
- sezon 1999/2000: 2.
- sezon 2000/2001: 8.
- sezon 2001/2002: -
- sezon 2002/2003: -
- sezon 2003/2004: -
- sezon 2004/2005: -
- sezon 2005/2006: 21.

#### Miejsca na podium
1. Tignes – 29 listopada 1996 (gigant) – 3. miejsce
2. Whistler – 12 grudnia 1997 (gigant) – 3. miejsce
3. San Candido – 17 stycznia 1998 (gigant) – 3. miejsce
4. Oberstdorf – 27 lutego 1998 (gigant) – 1. miejsce
5. Sestriere – 28 listopada 1998 (slalom równoległy) – 3. miejsce
6. Sestriere – 29 listopada 1998 (gigant) – 3. miejsce
7. Ischgl – 4 grudnia 1998 (slalom równoległy) – 2. miejsce
8. Madonna di Campiglio – 25 stycznia 1999 (gigant) – 2. miejsce
9. Kreischberg – 6 marca 1999 (slalom równoległy) – 1. miejsce
10. Olang – 11 marca 1999 (gigant równoległy) – 2. miejsce
11. Olang – 12 marca 1999 (slalom równoległy) – 2. miejsce
12. Morzine – 9 stycznia 2000 (slalom równoległy) – 1. miejsce
13. Berchtesgaden – 16 stycznia 2000 (slalom równoległy) – 1. miejsce
14. Tandådalen – 26 stycznia 2000 (gigant równoległy) – 2. miejsce
15. Tandådalen – 27 stycznia 2000 (slalom równoległy) – 3. miejsce
16. Shiga Kōgen – 26 lutego 2000 (gigant) – 2. miejsce
17. Livigno – 16 marca 2000 (slalom równoległy) – 3. miejsce
18. Livigno – 18 marca 2000 (gigant) – 2. miejsce
19. Sestriere – 30 listopada 2000 (gigant równoległy) – 1. miejsce
20. Ischgl – 3 grudnia 2000 (gigant równoległy) – 2. miejsce
21. Bad Gastein – 31 stycznia 2001 (slalom równoległy) – 3. miejsce
22. Tignes – 18 listopada 2001 (gigant równoległy) – 2. miejsce
23. Mont-Sainte-Anne – 14 grudnia 2001 (gigant równoległy) – 3. miejsce
24. L’Alpe d’Huez – 11 stycznia 2002 (gigant równoległy) – 1. miejsce
25. Bardonecchia – 19 stycznia 2002 (gigant) – 1. miejsce
26. Bardonecchia – 20 stycznia 2002 (gigant równoległy) – 1. miejsce
27. Bad Gastein – 29 stycznia 2002 (slalom równoległy) – 1. miejsce
28. Sapporo – 2 marca 2002 (slalom równoległy) – 3. miejsce
29. Sölden – 29 października 2002 (gigant równoległy) – 1. miejsce
30. Bad Gastein – 5 stycznia 2003 (slalom równoległy) – 1. miejsce
31. Maribor – 8 lutego 2003 (gigant równoległy) – 3. miejsce
32. Serre Chevalier – 9 marca 2003 (slalom równoległy) – 1. miejsce
33. Bad Gastein – 6 stycznia 2004 (slalom równoległy) – 3. miejsce
34. L’Alpe d’Huez – 11 stycznia 2004 (gigant równoległy) – 3. miejsce
35. Berchtesgaden – 8 lutego 2004 (gigant równoległy) – 3. miejsce
36. Sapporo – 21 lutego 2004 (slalom równoległy) – 2. miejsce
37. Landgraaf – 7 października 2005 (slalom równoległy) – 2. miejsce
38. Sölden – 15 października 2005 (gigant równoległy) – 1. miejsce
39. Le Relais – 18 grudnia 2005 (gigant równoległy) – 3. miejsce

- W sumie 13 zwycięstw, 11 drugich oraz 15 trzecich miejsc.